# ウェイン・ヘンドリクソン
ウェイン・ヘンドリクソン（Wayne A. Hendrickson, 1941年4月25日 -）はアメリカ合衆国の生物物理学者、結晶学者。コロンビア大学教授。ハワード・ヒューズ医学研究所研究員。タンパク質の結晶構造を決定する際に用いられる多波長異常分散法（MAD法）の開発者として知られている。
近年では、ほとんどのタンパク質分子に含まれているシステインやメチオニンの硫黄原子を利用した単波長異常分散法（Native SAD法またはS-SAD法と呼ばれる）に関する研究でも知られている。

## 人物・経歴
ウィスコンシン大学リバーフォールズ校において生物学と物理学の学士号を、ジョンズ・ホプキンズ大学において生物物理学の博士号を修得。1984年にコロンビア大学の生化学および生物物理学専攻に移るまで、アメリカ海軍研究所のジェローム・カールの元でポスドクとして研究をおこなっていた。米国科学アカデミーの会員であり、1992年にはアメリカ芸術科学アカデミーのフェローに選出された。

## 主な受賞歴
- 1997年 クリスチャン・B・アンフィンゼン賞
- 2003年 ガードナー国際賞
- 2004年 ハーヴェイ賞[4]